# Pardosa trailli
Pardosa trailli là một loài nhện trong họ Lycosidae.
Loài này thuộc chi Pardosa. Pardosa trailli được Octavius Pickard-Cambridge miêu tả năm 1873.